# San Agustín (Pasto)
Die römisch-katholische Kirche San Agustín in Pasto wurde 1595 an der Stelle eines Augustinerklosters erbaut.
In ihrem Inneren finden sich Bilder der Quito-Schule des 18. Jahrhunderts. Bedeutend ist eine Skulptur der Kreuztragung Christi. An der Carrera 24 grenzt die Kirche an die Moschee Centro Islamico de Pasto „Mezquita Bilal“.
Die Kirche ist eine Einrichtung (Parroquia) des Bistums Pasto.